# Kazimierz Hofman
Kazimierz Hofman   (Cracòvia, 1842 - Berlín, 1 de juliol de 1911) va ser un pianista, compositor i pedagog polonès.
Va estudiar al Conservatori de Viena. Va debutar com a pianista a Viena el 1851. Després de tornar a Cracòvia, va dirigir una orquestra de teatre (en els anys 1868-1878).
Hofman es va dedicar al teatre de Cracòvia per compondre i realitzar actuacions musicals. Va compondre música per a les arts escèniques, incloent-hi l'opereta còmica Żaki, i Kosciuszko at Racławice. També va crear l'òpera Wanda, filla de Cracús amb llibret de Franciszek Wężyk. Des de 1878 a Varsòvia, on es va convertir en professor al Conservatori i fins a 1882 va dirigir una orquestra de ballet. Józef Śliwiński es va destacar del grup dels seus alumnes.
El 1886 va traslladar-se a Berlín on podia proporcionar una millor formació musical al seu fill Józef Hofmann, que va ser un virtuós del piano i va arribar a dirigir l'Institut Curtis de Filadèlfia.